# Linha de Braga a Guimarães
A Linha de Braga a Guimarães foi um caminho de ferro planeado em Portugal, que tinha como objectivo ligar as estações de Braga e Guimarães. Nunca chegou a ser concretizado.

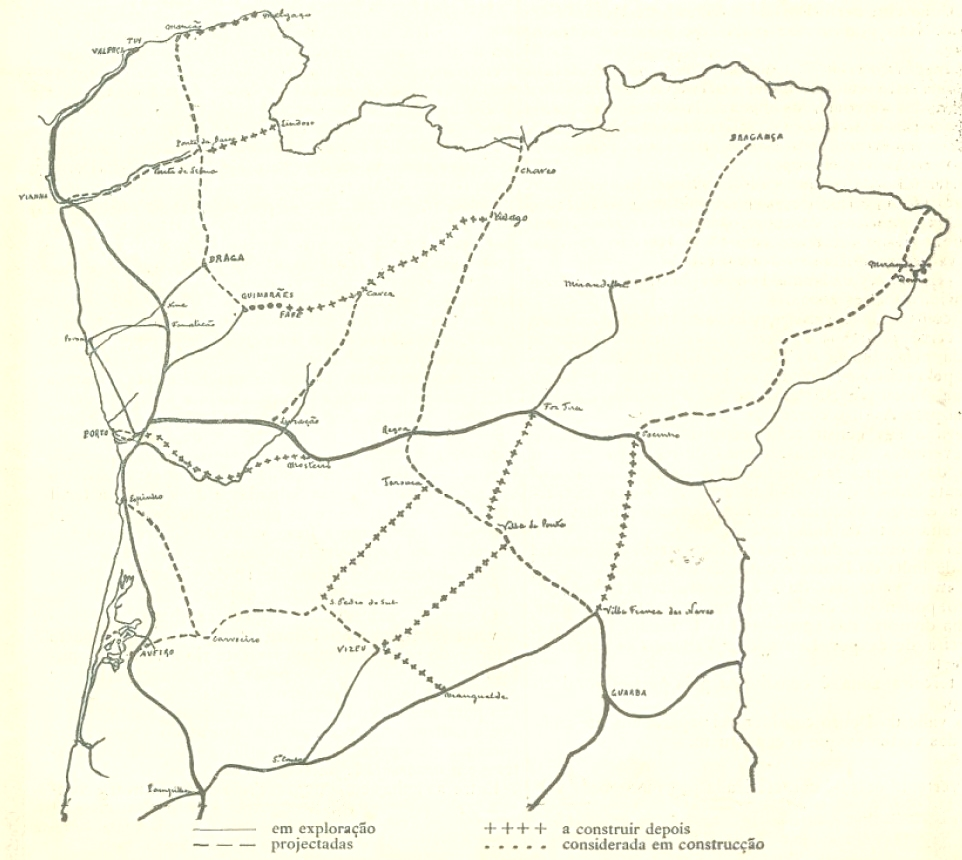
Plano da Rede Ferroviária Complementar ao Norte do Mondego, incluindo os projectos para a linha de Braga a Guimarães

## História

### Antecedentes e primeiros projectos
Até meados do século XIX, o interior da região do Minho tinha grandes deficiências nas suas comunicações, com uma rede viária pouco desenvolvida, composta por poucas estradas e mesmo estas em más condições. Os rios eram os principais eixos de transporte, embora por vezes apresentassem problemas de navegabilidade, caso por exemplo do Rio Cávado, que forçava o transporte de mercadorias entre o Porto e Braga a ser feito pelo Rio Lima.
Esta situação começou a mudar nas décadas de 1850 e 1860, com as políticas de melhoramentos materiais do governo, que se debruçaram especialmente sobre o desenvolvimento dos transportes terrestres, como as estradas e os caminhos de ferro. Assim, iniciaram-se as primeiras carreiras de diligências no interior do Minho, incluindo a mala posta do Porto a Braga e Guimarães, prestada pela companhia Viação Portuense, e que funcionou até 1871.
Este período de fomento dos transportes na região do Minho não se limitou ao transporte rodoviário, tendo também sido construída uma rede de vias férreas, composta pela Linha do Minho e pelo seu ramal até Braga, concluído em 1875, e por duas linhas de via estreita, uma do Porto à Póvoa de Varzim que foi inaugurada em 1875, e outra até Guimarães que entrou ao serviço em 1884. Estas duas últimas linhas fizeram parte de um conjunto de vias férreas de bitola estreita construídas a Norte do Rio Douro, que eram tributários das linhas de via larga, mas que não estavam directamente ligados entre si. Desta forma, entre 1885 e 1886 Emídio Navarro ordenou a realização de estudos acerca de novas linhas de via estreita, de forma a expandir os caminhos de ferro já existentes e reduzir o seu isolamento. Na região do Minho, foram estudadas três novas linhas, uma de Guimarães a Braga, outra de Braga a Monção e uma terceira de Viana do Castelo à Ponte da Barca. Em 1898, Elvino de Brito ordenou que duas comissões técnicas elaborassem os planos para as redes ao Sul do Tejo e ao Norte do Mondego, tendo a comissão responsável pelos estudos dos projectos na Rede Complementar ao Norte do Mondego apresentado várias propostas ainda nesse ano, incluindo uma linha de Braga a Cavez via Guimarães.
Um decreto de 15 de Fevereiro de 1900 aprovou o plano para a rede ao Norte do Mondego, onde estavam incluídos os projectos para as três linhas de via estreita estudadas na Década de 1880, que fariam parte de uma rede maior que ligaria a Linha de Guimarães até às futuras linhas do Tâmega, Corgo e Dão.
Entretanto, a Gazeta dos Caminhos de Ferro de 1 de Dezembro de 1899 reportou que o engenheiro Cachapuz, em representação de um grupo de empresários italianos, tinha proposto a construção de vários caminhos de ferro na região a Norte do Douro, incluindo um de Braga a Guimarães. Em 1 de Abril de 1902, a Gazeta noticiou que o empresário John Clark tinha pedido ao Ministério das Obras Públicas a concessão para uma linha de Braga a Guimarães, com os carris assentes no leito das estradas e tracção eléctrica, e que teria uma extensão aproximada de 21 Km.

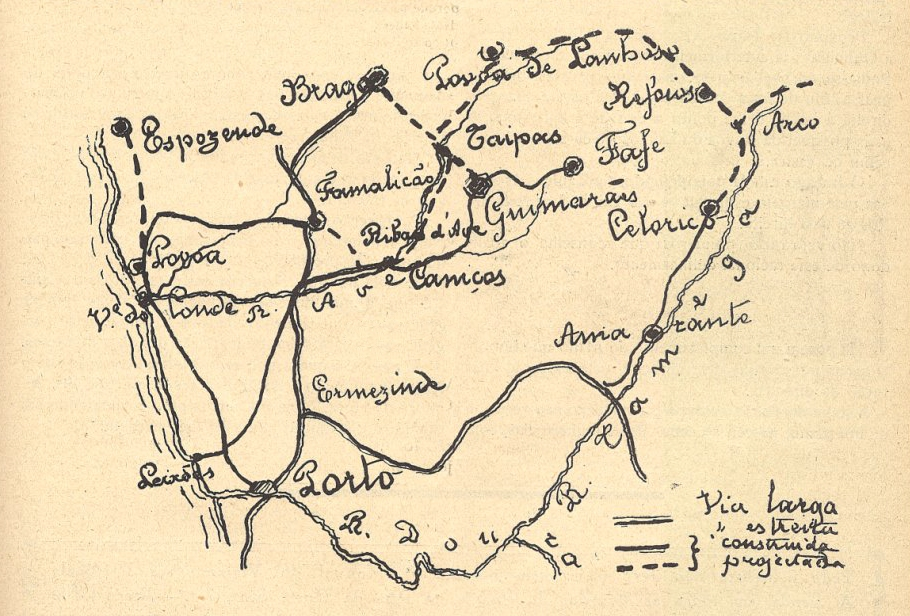
Mapa do projecto abandonado da Linha do Ave, de Caniços a Arco de Baúlhe. Também estão representados outros projectos que nunca chegaram a ser construídos, como a Linha de Braga a Guimarães

### Abertura do concurso
Um decreto de 27 de Abril de 1903 ordenou a abertura do concurso para a construção e exploração das linhas de Braga a Guimarães, Braga a Monção e Viana do Castelo a Ponte da Barca, que foi marcado para 19 de Agosto desse ano. No entanto, não aparecerem quaisquer concorrentes, pelo que em 10 de Setembro desse ano o Ministério das Obras Públicas aprovou a abertura de um novo concurso. Em 1904 foi realizado o novo concurso, durante a pasta do Conde de Paçô Vieira nas Obras Públicas. Em 1 de Outubro desse ano, a Gazeta dos Caminhos de Ferro informou que tinha sido assinado o contrato para a exploração e construção das três linhas. A concessão foi por várias vezes transferida, até que em 1907 foi passada para a empresa Canha & Formigal, que iniciou os primeiros esforços para a construção das linhas. Entretanto, em 16 de Setembro de 1905 a Gazeta dos Caminhos de Ferro reportou que já tinham sido concluídos os estudos definitivos para os primeiros 10 Km da Linha de Braga a Guimarães, e que iriam ser submetidos ao governo para serem aprovados.
Em 1908, o governo começou a planear a fusão das Companhias ferroviárias de Guimarães e da Póvoa, com a empresa Canha & Formigal, sendo um dos objectivos a criação de condições para construir as linhas de via estreita que estavam planeadas.
A fusão foi autorizada por uma lei de 20 de Julho de 1912, que também procurou facilitar as condições para a construção das linhas, mas esta iniciativa falhou devido aos efeitos económicos da Primeira Guerra Mundial. Ainda assim, a Canha & Formigal ainda chegou a fazer o depósito de 50 contos e ordenou a elaboração dos projectos definitivos para as suas linhas, incluindo de Guimarães a Braga, produzidos pelo engenheiro Vasconcelos e Sá e aprovados pelo governo. No entanto, levantaram-se críticas contra as actividades da empresa, que chegou a ser acusada de burlar a região. Em 1924, a concessão foi considerada como caduca, apesar da lei de 1912 estabelecer que os prazos só começariam a contar após o contrato para a fusão e revisão da concessão, que nunca chegou a ser assinado. Entretanto, o governo aprovou a construção de várias linhas cuja concessão pertencia à Canha & Formigal, como o pedido de João de Sousa Magalhães, que queria instalar uma rede da Póvoa de Varzim a Guimarães, por Esposende, Barcelos e Braga, cuja autorização foi dada de forma muito irregular em 1924, e posteriormente anulada.
Ambas as empresas foram fundidas na Companhia dos Caminhos de Ferro do Norte de Portugal, oficialmente formada em 25 de Janeiro de 1927, e nesse mês já se estava a estudar a linha de Guimarães a Braga, que se previa que seria de fácil construção. Na Gazeta dos Caminhos de Ferro de 1 de Janeiro desse ano, foi noticiado que o Ministério do Comércio tinha emitido um decreto autorizando a Companhia do Norte a construir vários lanços de caminho de ferro, incluindo uma de Póvoa de Varzim a Braga via Esposende e Barcelos, na condição que fosse prolongada até Guimarães. Em 8 de Agosto desse ano, foi modificada a concessão da Companhia do Norte, incluindo para a linha planeada da Póvoa de Varzim a Guimarães.
Entretanto, iniciaram-se os estudos para a revisão do plano para a rede ferroviária, ordenados pelo Decreto 13.829 de 17 de Junho de 1927, tendo a comissão técnica proposto vários caminhos de ferro de via estreita, incluindo a Linha do Ave, de Caniços a Arco de Baúlhe, que deveria cruzar a Linha de Braga a Guimarães junto a Caldas das Taipas.

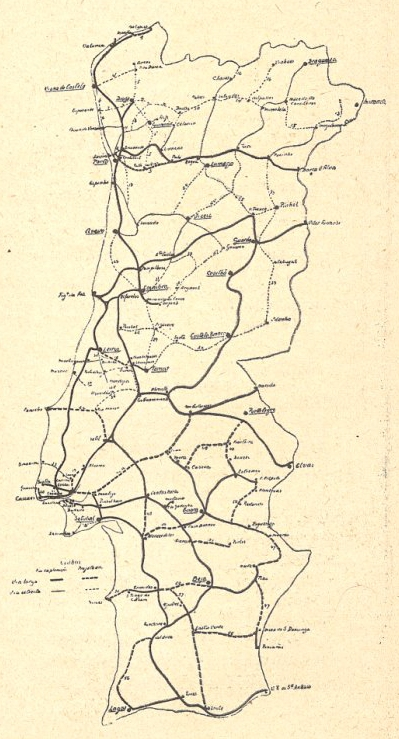
Mapa do Plano da Rede de 1930, incluindo o projecto para a Transversal do Minho.

### Fim do projecto
O Plano Geral da Rede Ferroviária, publicado pelo Decreto n.º 18:190, de 28 de Março de 1930, reorganizou a rede ferroviária nacional, tendo introduzido novos projectos e eliminado outros; um dos novos projectos foi o da Transversal do Minho, que ligava Entre-os-Rios a Arcos de Valdevez, passando por Braga e Guimarães, integrando por isso o antigo projecto para ligar estas duas cidades. Por outro lado, a partir de 1933 a Companhia do Norte entrou em grandes dificuldades financeiras, levando à formação de uma comissão administrativa nomeada pelo governo, que resultou na paralisação da maior parte das operações da empresa até que esta foi integrada na Companhia dos Caminhos de Ferro Portugueses, em 1947.
Num artigo na Gazeta dos Caminhos de Ferro de 1 de Junho de 1935, o jornalista José Fernando de Sousa defendeu que os lanços de Braga a Arcos de Valdevez e Guimarães deveriam ser construídos no sistema americano, de forma a aproveitar o leito das estradas.

### Século XXI
Em 24 de Junho de 2024, o Partido Socialista apresentou ao parlamento uma recomendação relativa ao Plano Ferroviário Nacional, onde se propunha a realização de estudos sobre a instalação de uma via férrea entre Braga e Guimarães. Segundo o documento, a linha férrea utilizaria um sistema ligeiro, de tipologia Bus Rapid Transit, com autocarros articulados que circulariam em vias próprias, e faria parte de uma rede maior de mobilidade na área entre os rios Ave e Cávado. Desta forma, iria ser concluído o quadrado de vias férreas composto pelas linhas de Guimarães, Braga e Minho, permitindo o acesso directo entre as duas cidades numa viagem de cerca de quinze minutos.